# Zespół van der Woude
Zespół van der Woude (ang. van der Woude syndrome, VDWS) – zespół wad wrodzonych, na który składają się rozszczep wargi i (lub) podniebienia, dołki lub torbiele śluzowe dolnej wargi i hipodoncja. Jest to najczęstszy zespół, w którego obrazie klinicznym występują rozszczep wargi i (lub) podniebienia; podłożem 2% wszystkich rozszczepów jest VDWS.

## Etiologia
Zespół van der Woude jest spowodowany haploinsuficjencją genu IRF6 kodującego czynnik regulatorowy interferonu (IRF, interferon regulatory factor), znajdującego się na chromosomie 1 (locus 1q32-q41). Mutacje w tym samym genie odpowiadają za zespół płetwistości podkolanowej (popliteal pterygium syndrome, OMIM#119500), są to więc schorzenia alleliczne. 

## Historia
Zespół opisała Anne van der Woude z Institute of Human Biology Uniwersytetu Stanowego Michigan w 1954 roku. Podłoże genetyczne zespołu wyjaśnił zespół Shinji Kondo w pracy opublikowanej w Nature Genetics w 2002 roku.